# Erica Belvit
Erica Belvit (* 9. November 1998) ist eine jamaikanisch-US-amerikanische Leichtathletin, die sich auf den Hammerwurf spezialisiert hat und seit Juni 2021 für Jamaika an den start geht.

## Sportliche Laufbahn
Erste internationale Erfahrungen sammelte Erica Belvit, die in Bloomfield, Connecticut, aufwuchs und ein Studium an der Northeastern University absolvierte bei den Zentralamerika- und Karibikspielen (CAC) 2023 in San Salvador, bei denen sie mit einer Weite von 70,04 m die Silbermedaille hinter der Venezolanerin Rosa Rodríguez gewann.
2021 wurde Belvit jamaikanische Meisterin im Hammerwurf.